# الرياينة (لكلالشة)
الرياينة هو دُوَّار يقع بجماعة أحمر لڭلالشة، إقليم تارودانت، جهة سوس ماسة في المملكة المغربية. ينتمي الدوّار لمشيخة لكلالشة التي تضم 22 دوار. يقدر عدد سكانه بـ 333 نسمة حسب الإحصاء الرسمي للسكان والسكنى لسنة 2004.

## روابط خارجية
- البوابة الوطنية للجماعات الترابية
- المندوبية السامية للتخطيط